# Landkreis Goslar
Landkreis Goslar är ett distrikt (Landkreis) i det tyska förbundslandet Niedersachsen.

## Administrativ indelning
I förvaltningsrättslig mening finns i modern tid ingen skillnad mellan begreppet Stadt (stad) gentemot Gemeinde (kommun). 

### Einheitsgemeinde
| - Bad Harzburg (stad) - Braunlage (stad) | - Clausthal-Zellerfeld (stad) - Goslar (stad) | - Langelsheim (stad) - Liebenburg | - Seesen (stad) |

### Samtgemeinden i Landkreis Goslar
| - Samtgemeinde Lutter am Barenberge |

### Kommunfritt område
- Harz (Landkreis Goslar)